# Máté Zalka
Máté Zalka, sobrenom de Béla Frankl (Matolcs, Hongria, 23 d'abril del 1896 - Osca, 11 de juny del 1937) fou un escriptor i revolucionari hongarès, cap de la XII Brigada Internacional durant la Guerra Civil espanyola.
Va combatre a Itàlia i Rússia durant la Primera Guerra Mundial, però va ser capturat en aquest darrer país i internat en un camp de presoners. Després del seu alliberament es va quedar a Moscou, on va treballar com a director de teatre i tingué les primeres experiències amb les idees comunistes després de la Revolució russa.
El mes de novembre del 1936 s'incorporà a les Brigades Internacionals durant la Guerra Civil espanyola i va ser nomenat cap de la XII Brigada Internacional. Se'l conegué amb el nom de general Paul Lukács.
Va morir a Estrecho Quinto, en plena ofensiva d'Osca, quan va ser metrallat el seu cotxe per un avió. Les seves restes foren recuperades per la seva família després del final del franquisme i portades a Budapest.